# فيبي هارست كوكي
فيبي هارست كوكي (بالإنجليزية: Phoebe Hearst Cooke) هي سيدة أعمال أمريكية، ولدت في 13 يوليو 1927، وتوفيت في 18 نوفمبر 2012.